# Nymphidium omois
Nymphidium omois är en fjärilsart som beskrevs av William Chapman Hewitson 1865. Nymphidium omois ingår i släktet Nymphidium och familjen Riodinidae. Inga underarter finns listade i Catalogue of Life.

## Bildgalleri

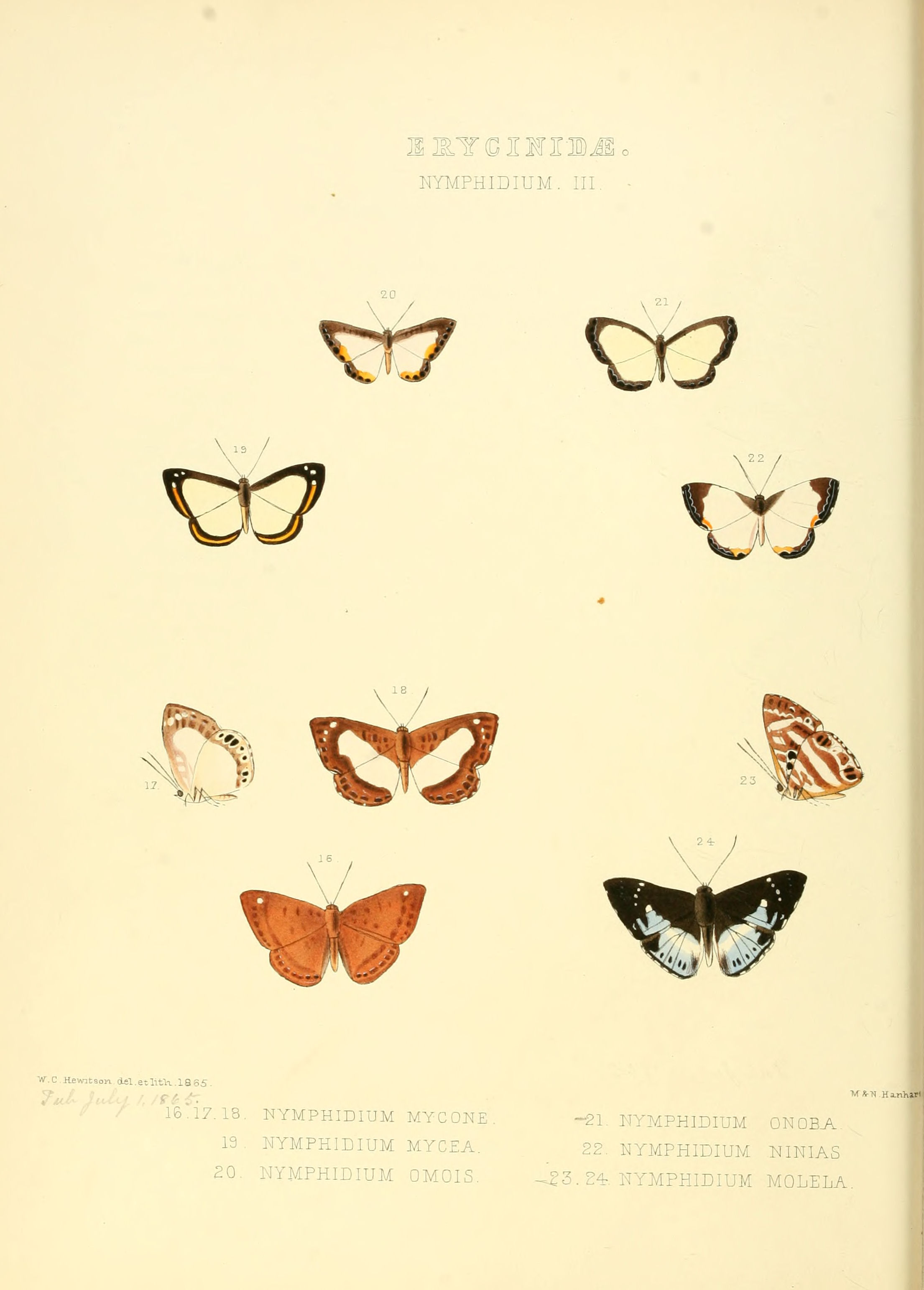